# جادوگر رؤیاها
جادوگر رؤیاها (اسپانیایی: El mago de los sueños‎) یک فیلم در ژانر موزیکال به کارگردانی فرانسیسکو ماسیان است که در سال ۱۹۶۶ منتشر شد.